# Alejandro Sanz
Alejandro Sánchez Pizarro (Madrid, 18 de dezembro de 1968) é um cantor espanhol.
Filho caçula do casal María Pizarro Medina e Jesús Sánchez Madero, sua vida sempre foi ligada à música, tendo em seu pai sua maior influência, principalmente em relação ao flamenco. O cantor é considerado um dos maiores compositores e intérpretes da música flamenca e do pop hispanófono.

## Biografia
Alejandro Sánchez Pizarro nascido em 18 de dezembro de 1968, é um dos mais bem sucedidos artistas hispanófonos em todo o mundo, sendo o cantor espanhol mais bem sucedido fora de seu país, e junto a Camaron de La Isla. Ele já vendeu mais de 21 milhões de álbuns durante sua carreira e é o artista espanhol que ganhou mais prêmios. Já foi laureado com vinte estatuetas do Grammy. Lançou onze álbuns, todos alcançaram o status de platina.
Começou sua carreira no fim da década de 80 por onde passou por festivais importantes antes de lançar o álbum Viviendo Deprisa (1991), que se tornou o álbum mais vendido naquele ano em seu país, que foi seguido por mais dois álbuns: Si tú me miras e 3 que lhe garantiram sucesso estrondoso na Espanha. Mas foi com seu álbum Mas em 1997 que alcançou fama mundial, com sucessos com os singles "Corazón Partido" e "Amiga Mia". Em 2000, lançou El alma al aire, produzido por Lulo Pérez, que produziu também os álbuns No es lo mismo de 2003 e El tren de los momentos de 2006, todos esses mostram a fuga do estilo pop e a busca por estilos regionais da Espanha e da América, como flamenco, buleria, salsa e bolero. Em 2010, lançou Paraíso Express, onde mostrou mais maduro ao se desligar de seu antigo produtor e a lançar músicas mais comerciais.
Em 2010, a oitava turnê internacional começou em sua carreira, Paradise Tour, com a grande exposição que percorreu a América e Espanha.
Em Alejandro Sanz (Madrid, 1968) justamente marcou o encontro entre modernidade e tradição. Estas opiniões são expressas através de uma discografia contundente em afirmar que seu gesto teatral muito especial, que quando a voz quebra para atender às expectativas emocionais dos ouvintes.
Sua carreira começou no final dos anos 80, participando de vários grupos musicais. Sob o nome de Alejandro Magno lançou o disco "Los chulos son pa´ cuidarlos", álbum que passou despercebido.
Em 1991, já com o selo Warner e estilo romântico dirigido principalmente ao público feminino, gravou o disco Viviendo deprisa, com dez canções de sua autoria sob a produção de Miguel Ángel Arenas, "El Capi". Desta produção destacam-se "Los dos cogidos de la mano", "Pisando fuerte" e "Se le apago la luz".
Seu segundo disco, gravado em Londres, novamente com a produção de Miguel Ángel Arenas e Nacho Maño, confirmou-o como autor em composições como "Si tú me miras" e "Cómo te echo de menos" e dá-lhe a oportunidade de gravar um especial acústico com cinco canções intitulado "Básico" em 1994 em parceria com "Los 40 principales".
Em 1995, o single "La Fuerza del Corazón" fez do madrilenho uma figura conhecida em vários países. Graças ao seu álbum Mas e, principalmente o hit "Corazón partio" que permaneceu por setenta semanas como melhor canção, torna-se reconhecido pelo público, passando a ser um dos artistas mais importantes da Europa, com muito sucesso também na América. No Brasil, "Corazón Partío" foi incluída na trilha sonora internacional da telenovela Torre de Babel, exibida pela Rede Globo, alavancando as vendas do álbum.
Em seus últimos discos é nítido o distanciamento do pop tradicional e a aproximação gradual do flamenco e outros estilos musicais espanhóis, centro-americanos e caribenhos.
Em 2001, frente à sua crescente popularidade internacional, realizou duetos com artistas estrangeiros como The Corrs, em que gravou uma versão em inglês titulada "The hardest day", e uma versão em espanhol titulada "Una noche". No mesmo ano se torna o primeiro espanhol a gravar um Unplugged para a MTV.
Em 2003 gravou o álbum No es lo mismo, vencedor de um Grammy na categoria de Melhor Álbum do ano.
Em 2005, o single com Shakira, "La Tortura", obteve grande êxito em países como Espanha, México, Colômbia e Estados Unidos e a converteu na primeira artista a abrir um MTV Awards em espanhol.
É considerado o artista mais bem sucedido e premiado em toda a história discográfica espanhola e bate todos os recordes na Espanha.
Em 25 de setembro de 2006 lançou o primeiro single de seu novo trabalho, "A la primera persona". Intitulado El tren de los momentos o disco saiu à venda em escala mundial em 7 de novembro do mesmo ano e possui faixas com colaborações de Shakira em "Te lo agradezco, pero no" e Juanes em "La peleita".
Em 16 de dezembro de 2006, a convite da cantora brasileira Ivete Sangalo, que conheceu no Rock in Rio Lisboa II, Alejandro participou como convidado especial do CD e DVD Multishow ao Vivo: Ivete no Maracanã, gravado no Estádio do Maracanã, no Rio de Janeiro. Alejandro e Ivete dividiram os vocais na canção Corazón Partío, principal sucesso do cantor espanhol.
Em maio de 2007, foi lançada uma edição especial do álbum El tren de los momentos, em que se incluem canções inéditas e remixes, assim como um DVD inédito, que o confirma novamente como campeão de vendas na Espanha.
Em fevereiro de 2008, mais de cem celebridades, entre eles a cantora colombiana Shakira e o jogador de futebol britânico David Beckham, apoiaram Alejandro em uma disputa com a Venezuela, após um show ser cancelado depois de o artista criticar o presidente Hugo Chávez. A organização do prêmio Grammy também declarou apoio a Sanz, um dos cantores mais populares da América, a acusar o governo de censurar o cantor ao cancelar uma apresentação sua. A atriz e cantora Jennifer Lopez, o cantor Ricky Martin e a atriz espanhola Penélope Cruz também assinaram a carta protestando contra a decisão da Venezuela.
Em 2004, Sanz acusou Chávez de tentar impedir uma campanha nacional contra o presidente em um referendo, que foi vencido por Chávez com facilidade. Em 2007, autoridades do governo proibiram um concerto de Sanz depois de afirmarem que o local, um estádio estatal, é inapropriado para receber um crítico de Chávez. O projeto para o show foi retomado, mas novamente cancelado pela organização, que não explicou a decisão. Chávez e seus assessores são conhecidos por classificar críticos locais como traidores e acusar os críticos estrangeiros de participarem de um plano dos Estados Unidos para desestabilizar seu governo.
Em 15 de dezembro de 2023, Alejandro realizou seu último show do ano em Madrid, na Espanha.

## Vida pessoal
Alejandro Sanz casou com a modelo mexicana Jaydy Michel no dia 30 de Dezembro de 1999 na ilha indonésia de Bali mediante o ritual balinés. O casamento durou até Dezembro de 2004. A 28 de Julho de 2001 nasceu a filha de ambos a que deram o nome de Manuela.
Em 12 de dezembro de 2006, Alejandro enviou um comunicado a imprensa através do qual torna público o reconhecimento de um filho de 3 anos chamado Alexander, fruto de uma relação extraconjugal.
A revista espanhola ¡Hola! dedicou à história páginas de entrevista com Valeria Rivera, mãe de Alexander, ex maquiadora e cabeleireira de Sanz, em que conta todos os detalhes de sua história de amor.
No dia 26 de Maio de 2012 casou com Raquel Perera, de quem tem um filho, Dylan, numa cerimonia privada em Cáceres, Espanha.
No dia 26 de Julho de 2014 veio ao mundo Alma quarto filho de Alejando, o segundo em comum com Raquel, mãe e bebê saíram da maternidade no dia 28 de Julho, dia do aniversário de 13 anos de Manuela.
Em 13 de Julho de 2019, o cantor anunciou em suas redes sociais sua separação com Raquel.

## Voz
É considerado um tenor, onde se denota em sua voz Sol agudo e Fá# em suas canções.

## Preocupação social
Desde 12 de dezembro de 2006 participa como membro ativista da Fundação ALAS, que é a unidade de artistas hispanófonos com a decisão de realizar ações solidárias concretas para melhorar as condições de nutrição, saúde e educação das crianças da América.
Tendo como presidente honorário Gabriel García Márquez conta também com a colaboração de outros artistas como Alex Gonzalez (Maná), Chayanne, Daniela Mercury, Danilo Perez, David Bisbal, Diego Torres, Juanes, Luis Alberto Spinetta, Omar Alfano, Ricky Martin e Shakira.
Março de 2008 - Juntamente com Juanes e Miguel Bosé, em um cenário nada convencional que se converteu em símbolo do fim do recente incidente diplomático, a ponte Simón Bolívar, que une Colombia e Venezuela foi palco de um espetáculo em que todos vestidos de branco cantaram sob o tema: "paz sem fronteiras". Juan Luis Guerra, Juan Fernando Velasco, Ricardo Montaner e Carlos Vives também se juntaram à iniciativa dos impulsores, principalmente Juanes.
O grupo foi acompanhado por cerca de setenta mil pessoas, entonando a canção "¡Ojalá que llueva café!", de Guerra, e Corazón partío. O apoio de Sanz veio numa época interessante, já que seus shows foram cancelados devido a suas críticas contra o regime de Chávez recentemente.
Abril de 2008 - Os cantores Alejandro Sanz e Shakira participaram do lançamento da campanha Yo Amo America, que visa melhorar a vida dos mais pobres em países sub-desenvolvidos da América, no último sábado em Miami. Além dos dois cantores, Ricky Martin também está apoiando a iniciativa, que aconteceu durante a assembleia anual do Banco Interamericano de Desenvolvimento (BID) e incentiva programas sociais no continente. A campanha prevê que os artistas envolvidos se tornem porta-vozes na luta contra a pobreza.

## El tren de los momentos
Em 23 de maio de 2007, uma nota sobre o cantor foi divulgada, dizendo que o ritmo frenético de trabalho, junto com stress de sua vida pessoal e cansaço, fez com que ele fosse obrigado a cancelar cerca de 20 concertos da turnê americana.
Javier Martín, porta-voz do intérprete de Corazón Partio, confirmou que, por ordens médicas, passaria um mês guardando repouso absoluto, obedecendo a uma situação de força maior que impossibilita totalmente o artista a se apresentar.
A turnê recomeçou em 4 de agosto com um Alejandro renovado e quinze quilos mais magro em Santiago de Compostela onde deram início aos shows na Espanha. Foram remarcados os shows em Porto Rico, São Domingo e nos Estados Unidos (Las Vegas, Miami, Nova York, Los Angeles e Chicago). A turnê deu origem ao CD+DVD "El tren de los momentos: En vivo desde Buenos Aires".

## Discografia
Álbuns de estúdio
- 1991 - Viviendo deprisa
- 1993 - Si tú me miras
- 1995 - 3
- 1997 - Más
- 2000 - El alma al aire
- 2003 - No es lo mismo
- 2006 - El tren de los momentos
- 2009 - Paraíso Express
- 2012 - La Música No Se Toca
- 2015 - Sirope
- 2019 - ElDisco